# ペドロ・カポ
ペドロ・カポ（Pedro Capó）ことペドロ・フランシスコ・ロドリゲス・ソーサ（Pedro Francisco Rodríguez Sosa、1980年11月14日、サンファン）は、プエルトリコのミュージシャン、歌手、ソングライターである。
幼少期からギターを弾き始め、キャリアの初期はMarka Registeredというグループのギタリスト兼メインボーカルとして活動した。
2009年7月30日、メキシコの歌手タリアのアルバム「Front Row」から、デュエット曲「Estoy enamorado」を発売。同じ年にプエルトリコの歌手カニー・ガルシアの「If you ask to me」でフィーチャリングされた。
その後アメリカで俳優として活動し、2018年にシングル「Calma」で音楽業界に戻ると、プエルトリコのラッパーFarrukoをフィーチャリングしたリミックスがYoutubeで17億回再生されるなど大ヒットを記録し、音楽キャリアにおいても大きな成功を収めた。